# بحيرة البعث
بحيرة البعث بحيرة صناعية تبلغ مساحتها حوالي/72/ كم2 وتقع في في محافظة الرقة بنيت البحيرة على نهر الفرات, لتكون مصدر طبيعي لحفظ المياه و السيطرة على مياه نهر الفرات و لتوليد الطاقة الكهربائية . تعتبر بحيرة البعث من أهم مراكز تربية الأسماك في سورية حيث تعتمد عليها محافظة الرقة في الاكتفاء الذاتي من الأسماك ويعيش فيها  أنواع عديدة من الأسماك, كان يصلها عددها إلى أكثر من /50/ نوعاً،, تعرضت البحيرة للصيد الجائر خلال السنوات الماضية و تقوم الحكومة السورية حاليا بمراقبة الصيد وضبطه والإشراف عليه حاليا.